# Морська діва

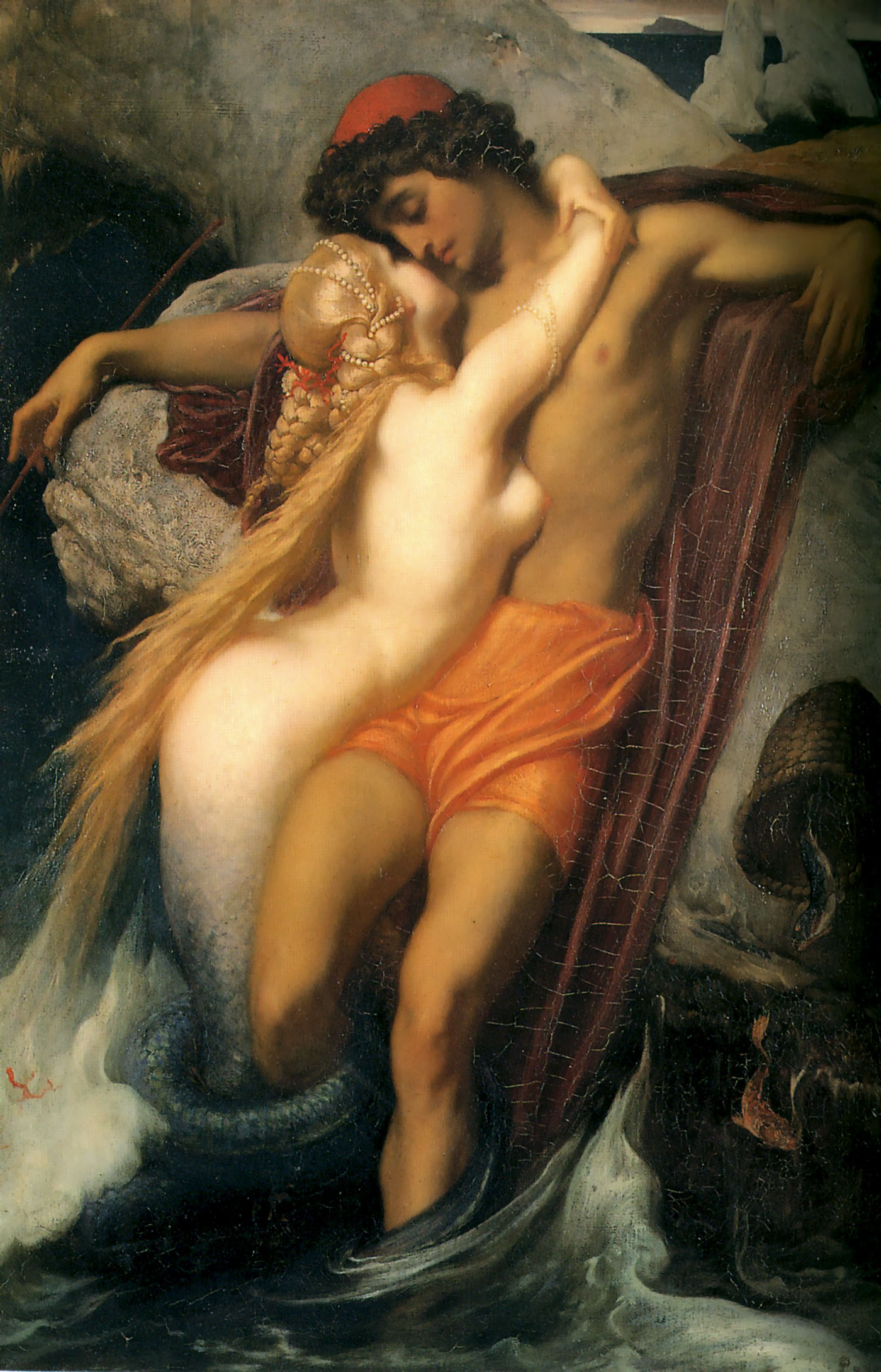
Фредерік Лейтон. Моряк гине в обіймах сирени.

Морська діва (морська панна, морська муза, фараонка, морська сирена, європейська русалка, англ. Mermaid) — міфологічний персонаж, що зустрічається в легендах і міфах народів Європи, діва з риб'ячим хвостом замість ніг, яка живе в морі.

## Міфи Стародавнього світу

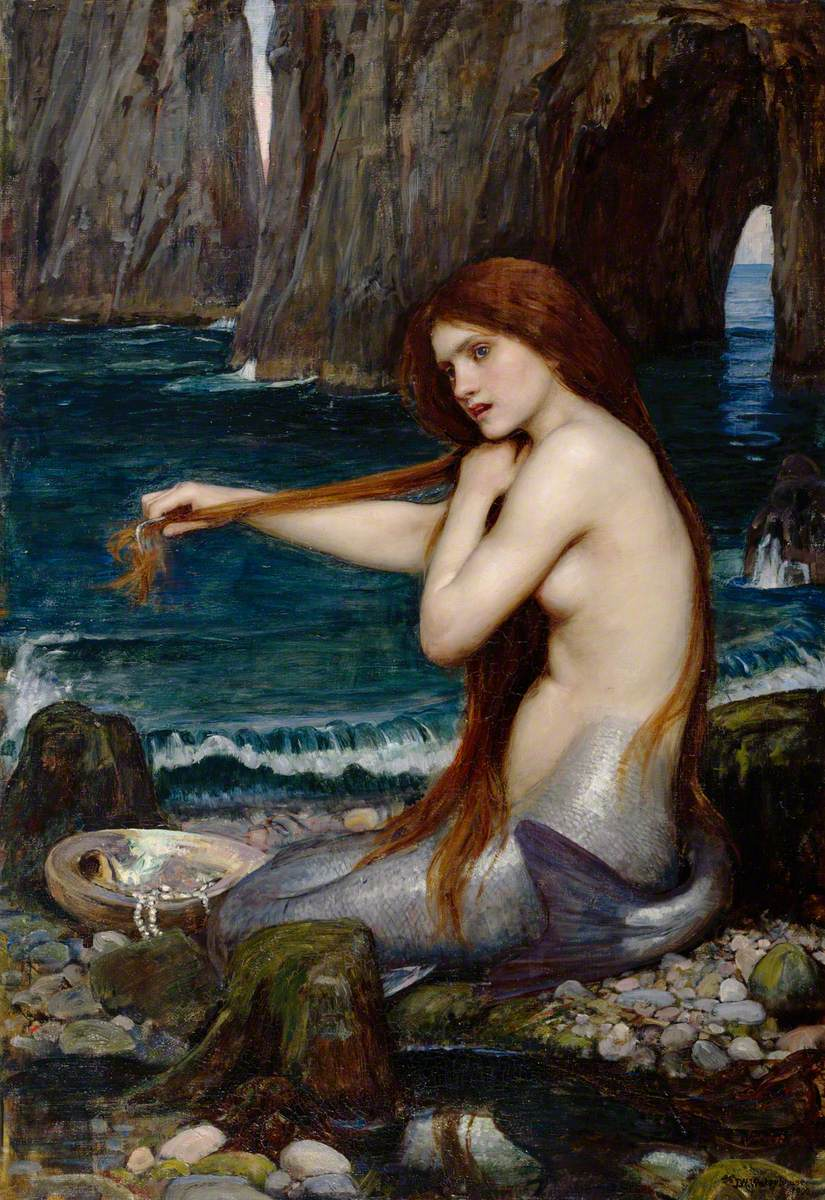
Джон Вільям Вотергаус, Морська діва, 1900

Прабатьком морських дів вважається вавилонське божество чоловічої статі — Оанн(ес). Щоранку він виходив із хвиль Червоного моря, щоб навчати людей землеробству, будівництву, лікуванню та іншим мистецтвам і ремеслам. Увечері Оаннес знову переховувався в морських хвилях.
Першим рибохвостим божеством жіночої статі була Атаргатіс (знана також як Деркето), сирійська богиня Місяця і рибальства, культ якої процвітав в місті Гієраполі (сучасний Мембідж). За описом римського історика Лукіана, «вона наполовину жінка, але від стегон вниз у неї росте риб'ячий хвіст». На деяких фінських монетах зображено Атаргате: по зовнішності це морська сирена з риб'ячим хвостом. Деякі вчені вважають, що грецька богиня любові Афродіта, «народжена з піни морської», а отже, і римська Венера ведуть своє походження від Атаргате.
Грецькі сирени, спокушали своїм співом Одіссея, спочатку зображувалися у вигляді птахів з жіночими головами. Але з часом в їх зображенні відбулися істотні зміни: замість птахи з жіночою головою, їх стали зображати у вигляді молодої жінки з риб'ячим хвостом замість ніг. З цим був пов'язаний міф про те, що сирени своїм співом змушували слідувати до них пропливаючих повз моряків, які вели свої судна прямо на прибережні скелі і гинули. Внаслідок цього сирен стали вважати передвісницями смерті для мореплавців.

## Середньовічні перекази
У таких мовах як іспанська, французька, італійська або польська  сирена  (діва з хвостом) позначається словами, що відбуваються від давньогрецького:  Siren, Sirene, Сирена, Сирена  або  Sereia . Еллінський і римський канони зображення сирен очевидно вплинули на традиції зображення в європейському мистецтві.
У Західній Європі була поширена думка, що морські діви не мали душі і що вони нібито хочуть її знайти, але не можуть знайти в собі сили залишити море. Існує легенда, що датується V століттям, по якій русалка, бажаючи знайти душу, щодня провідувала ченця на маленькому острові біля Шотландії, який разом з нею молився. Морська діва не змогла покинути море і зі сльозами все ж назавжди пішла в море.
Казка Андерсена «Русалонька» (1836) популяризувала канон історії: морська діва шукає душу в любові зі смертним.